# Wahlkreis Surrey Heath

Der Wahlkreis mit den Grenzen von 2007

Surrey Heath ist ein Wahlkreis für das britische Unterhaus in der Grafschaft Surrey. Der Wahlkreis wurde 1997 geschaffen und deckt einen Großteil von Camberley, Lightwater und Ash ab. Er entsendet einen Abgeordneten ins Parlament.

## Geschichte
Der Wahlkreis wird seit 1997 durchgehend von Angehörigen der Conservative Party vertreten und wird als safe seat gesehen.
Bei der Unterhauswahl 1997 gewann Nick Hawkins den Sitz und amtierte bis 2005 als Mitglied des Parlamentes. Bei dieser Wahl versuchte auch der spätere Speaker John Bercow der Kandidat der Tories in Surrey Heath zu werden. Er wurde jedoch im Wahlkreis Buckingham als Kandidat aufgestellt und gewählt. Seit der Unterhauswahl 2005 vertritt Michael Gove Surrey Heath im House of Commons.
Der Wahlkreis wies im April 2013 eine Arbeitslosigkeit von lediglich 1,6 % auf.